# The Heart of O'Yama
The Heart of O'Yama è un cortometraggio muto del 1908 diretto da David W. Griffith, tratto dal romanzo di Bret Harte (1836-1902).

## Produzione
Il film fu prodotto dall'American Mutoscope & Biograph

## Distribuzione
Il copyright del film, richiesto dall'American Mutoscope and Biograph Co., fu registrato il 9 settembre 1908 con il numero H115483. Il film uscì nelle sale cinematografiche USA il 18 settembre 1908.
Non si conoscono copie ancora esistenti della pellicola che viene considerata presumibilmente perduta.